# Sokotranski mogranj
Sokotranski mogranj (sokotranski mogranj, lat. Punica protopunica), jedna od dviju vrsta roda mogranja. Endem je na otoku Sokotra pred obalom Jemena. To je grm ili manje stablo koje naraste do 4.5 metara (15 stopa), crvenkasto-smeđe kore dok je drvo mlado, a kasnije postaje sivo i manje plodonosno. Listovi su tamnozeleni, sjajni i nasuprotni, do 3 cm dugi. Cvjeta i daje plodove od prosinca i siječnja do ljeta. Cvjetovi su zvonoliki i ružičasti, a ne crveni kao kod običnog mogranja, i manje su slatki.